# Cirimido
Cirimido (lombardul: Scirimed) település Olaszországban, Lombardia régióban, Como megyében. Lakosainak száma 2091 fő (2023. január 1.). Cirimido Fenegrò, Guanzate, Lomazzo és Turate községekkel határos.

## Népesség
A település lakossága az elmúlt években az alábbi módon változott:
| Lakosok száma | 2131 | 2129 | 2091 |
|               | 2017 | 2018 | 2023 |